# Prawaal Raman
Prawaal Raman es un director de cine y guionista indio conocido por sus obras en el cine hindi. Sus notables trabajos en Bollywood incluyen Darna Mana Hai (2003), Gayab (2004), Darna Zaroori Hai (2006), 404 (2011) y Main Aur Charles (2015).

## Carrera
Raman comenzó su carrera como asistente de director de Ram Gopal Varma y lo asistió como director de segunda unidad en las películas Jungle y Company. Luego de Company, Ram Gopal Varma le asignó el proyecto Darna Mana Hai como director. La película con múltiples protagonistas lanzada en 2003 fue aclamada por la crítica. En 2015, Raman escribió y dirigió Main Aur Charles, protagonizada por Randeep Hooda, Richa Chadda y Adil Hussain. Su próxima película, Dr. Ajoy Kumar, está en fase de preproducción. Ha producido documentales para Prayas, una ONG en Nueva Delhi que opera en más de siete estados en la India.

## Otros proyectos
En 2012, debido al creciente suicidio entre los estudiantes, Raman organizó una campaña contra el suicidio en Jamshedpur con la ONG Jeevan y la Escuela Loyola, que tuvo una serie de seminarios.  Los oradores invitados fueron Randeep Hooda, Rahul Bose, Sunita Menon, Nishikant Kamat, Satyakaam Gupta, además de él mismo.
Ha sido orador invitado para el programa de entrenamiento de liderazgo de Praxair, organizado por Abacus Management Consultants Pvt. Ltd., Nueva Delhi en 2012, donde habló sobre la confianza mutua y la confianza dentro de una estructura corporativa. También ha sido orador invitado junto con Tisca Chopra en el Hospital Masina Metro y habló sobre cómo tratar con personas que sufren de trastorno bipolar.
Raman ha sido homenajeado por Sandeep Marwah con la membresía vitalicia del International Film And Television Club de la Academia Asiática de Cine y Televisión de la Ciudad del Cine Noida.

## Filmografía
| Año  | Película               | Director | Escritor | Notas                                                       |
| ---- | ---------------------- | -------- | -------- | ----------------------------------------------------------- |
| 2003 | Darna Mana Hai         | Sí       | Sí       | Nominado, Premio Stardust al Mejor Estreno para un Director |
| 2004 | Gayab                  | Sí       | Sí       |                                                             |
| 2006 | Darna Zaroori Hai      | Sí       | Sí       |                                                             |
| 2007 | Darling                |          | Sí       |                                                             |
| 2008 | Zabardast              | Sí       | Sí       |                                                             |
| 2011 | 404: Error Not Found   | Sí       | Sí       | Nominado, Premio a la Mejor Historia                        |
| 2015 | Main Aur Charles       | Sí       | Sí       |                                                             |
| 2017 | Dobaara: See Your Evil | Sí       | Sí       | Estreno 19 de mayo de 2017 (India)                          |
| 2019 | Zahhak                 | Sí       | Sí       | Preproducción                                               |